# Гуршел
Гуршел (фр. Gourchelles) насеље је и општина у североисточној Француској у региону Пикардија, у департману Оаза која припада префектури Бове.
По подацима из 2011. године у општини је живело 129 становника, а густина насељености је износила 57,85 становника/km². Општина се простире на површини од 2,23 km². Налази се на средњој надморској висини од 169 метара (максималној 215 m, а минималној 158 m).

## Демографија
| 1962. | 1968. | 1975. | 1982. | 1990. | 1999. | 2011. |
| ----- | ----- | ----- | ----- | ----- | ----- | ----- |
| 170   | 171   | 128   | 140   | 121   | 119   | 129   |

График промене броја становника у току последњих година